# Nehalem (мікроархітектура)

Мікроархітектура чотириядерної реалізації

Nehalem — кодова назва мікроархітектури процесора Intel, наступник мікроархітектури Core. Nehalem процесори використовують 45-нм техпроцес. Система з двома процесорами Nehalem була представлена на Форумі Intel для розробників у 2007 році. Перший процесор, випущений з архітектурою Nehalem в листопаді 2008 року, був десктоп-процесор Core i7.
Nehalem  докорінно відрізняється від Netburst, зберігаючи при цьому деякі з незначних особливостей останнього. Мікропроцесори на основі Nehalem використовують більш високі тактові частоти і є більш енергоефективними, ніж Penryn мікропроцесори. Знову вводиться Hyper-threading, поряд зі зниженням обсягу кеш-пам'яті L2, а також збільшенням кеш-пам'яті L3, що є загальним для всіх ядер. Наступною після Nehalem стала мікроархітектура Sandy Bridge, анонсована у січні 2011 року.

## Нововведення
Процесори Nehalem містять не менш 731 млн транзисторів, що на 10% менше, ніж у процесорів Yorkfield. Але площа кристала значно збільшилася в порівнянні з попередником — з 214 до 263 мм².
Архітектура Nehalem побудована на базі Core, але містить такі кардинальні зміни, як:
- Вбудований контролер пам'яті, що підтримує 2 або 3 канали DDR3 SDRAM або 4 канали FB-DIMM
- Нова шина QPI, що прийшла на зміну шині FSB (тільки в процесорах для LGA 1366; процесори для LGA 1156 використовують шину DMI)
- Можливість випуску процесорів з вбудованим графічним процесором (в бюджетних рішеннях на базі 2-х ядерних процесорів)
- На відміну від Kentsfield і Yorkfield, які складаються з двох кристалів по 2 ядра в кожному, всі 4 ядра Bloomfield знаходяться на одному кристалі
- Додано кеш 3-го рівня
- Додана підтримка SMT (організація 2-х логічних ядер з 1 фізичного)

## Історія
Згідно зі стратегією «тік-так», щороку оновлюється чи архітектура процесорів, або використовуваний техпроцес. Першими процесорами  «ери» архітектури Nehalem були Bloomfield. Bloomfield — сімейство, що складається з десктопних (Core i7) і серверних (Xeon) процесорів. Так, серверні Xeon були повністю сумісні з десктопними материнськими платами і функціонально відрізнялися від Core i7 тільки наявністю підтримки ECC-пам'яті. Всі ці процесори встановлювалися в роз'єми Socket 1366 і використовували чипсети з кодовою назвою Tylersburg. Для десктопних процесорів доступний один чипсет — X58, дорогий і гарячий. Були й спеціальні серверні чипсети. Одночасно було випущено сімейство серверних процесорів, що підтримують роботу в двопроцесорних системах — Gainestown. Принциповою відмінністю цих процесорів була наявність двох шин QPI. Одна з'єднувала його з чипсетом, а друга — з іншим процесором.
Потім у Intel було «позачергове» оновлення. Справа в тому, що Bloomfield були дорогими процесорами, і увійти навіть до mainstream-сегменту з ними було дуже скрутно. Одним з нововведень Bloomfield відносно більш старих процесорів Intel стала інтеграція в процесор контролера пам'яті. У нових процесорах було вирішено спростити цей контролер (з триканального до двоканального) і перемістити в кристал контролер PCI Express 2.0. Таким чином позбулися північного мосту і шини QPI, що істотно знизило вартість систем на базі нових процесорів за рахунок невеликих втрат у швидкості. Нове сімейство десктопних і серверних процесорів називалося Lynnfield. Зрозуміло, настільки серйозні зміни зажадали розробки нового процесорного роз'єму і нового чипсета; відповідно, з'явився роз'єм Socket 1156 і чипсет P55. Двопроцесорні сервери поки при цьому залишилися долею Gainestown.
Також інновації, вироблені при створенні Lynnfield, нарешті дозволили перенести архітектуру Nehalem в мобільний сегмент. Вийшло сімейство мобільних процесорів під назвою Clarksfield. Вони теж називаються Core i7 і від десктопних моделей їх можна відрізнити за суфіксом M в кінці.
Intel вирішила продавати всі процесори архітектури Nehalem під брендом «Core i№», розділяючи таким чином моделі по продуктивності і позиціонуванню. Відповідно, Core i3 — low-end, Core i5 — mainstream, Core i7 — performance. Плюс, для самих бюджетних моделей все ще буде використовуватися бренд Pentium. Таким чином, під одним і тим же брендом може ховатися як процесор Bloomfield, так і Lynnfield, або навіть мобільний Clarksfield.